# محمد أمين عودية
محمد أمين عودية هو لاعب كرة قدم جزائري من مواليد 6 جوان 1987 بالحراش، الجزائر، وهو لاعب في وفاق سطيف ومنتخب الجزائر لكرة القدم، ويلعب في مركز المهاجم.

## مسيرته
- بدأت مسيرته الاحترافية في نادي شباب بلوزداد ثم انتقل إلى نادي اتحاد عنابة وبقي موسما واحدا وانتقل إلى نادي الشرق الجزائري شبيبة القبائل والتي بها دق أبواب المنتخب، ومنها شارك في دوري ابطال إفريقيا.
- لعب عودية موسما مع منتخب الجزائر الأولمبي ولكنه ما لبث ما صعد إلى المحليين للمشاركة في مباراة ودّية مع منتخب مالي وبسرعة البرق ضمن مقعدا في المنتخب الأكابر في مباراة لكسمبورغ.

و في موسم الشتاء2011 وقع عودية عقد مع نادى الزمالك المصري لثلاث سنوات وقد سجل الهدف الأول الرسمي له في مرمى اولينزى ستارز في دورى ابطال أفريقيا.
وفي 31 يوليو 2011 أمضى عقدا احترافيا لموسمين مع وفاق سطيف. قيمة الصفقة $170.000. في أول موسم له مع النادي، أنهاه كأحسن هداف للفريق ب 12 هدفا، مساعدا الفريق للفوز بالثنائية التاريخية، البطولة والكأس.

## وصلات خارجية
- محمد أمين عودية على موقع قاعدة بيانات كرة القدم.إي يو (الإنجليزية)
- محمد أمين عودية على موقع بيانات كرة القدم. دي إي (الألمانية)
- محمد أمين عودية على موقع ناشيونال فوتبول تيمز (الإنجليزية)
- محمد أمين عودية على موقع Soccerway.com (الإنجليزية)
- محمد أمين عودية على موقع عالم كرة القدم.نت (الإنجليزية)
- محمد أمين عودية على موقع AS.com (الإسبانية)

- التشكيلة الرسمية لمباراة لكسمبورغ - موقع الإتحادية الجزائرية.
- ورة اللاعب في موقع دي زاد فوت.